# Rolling Hills (Californie)
Pour les articles homonymes, voir Rolling Hills.
Rolling Hills est une ville située dans le comté de Los Angeles, dans l'État de Californie aux États-Unis. Au recensement de 2000 sa population était de 1 871 habitants.

## Géographie
Rolling Hills est située au sud de Los Angeles.
Selon le Bureau de Recensement, elle a une superficie de 8 km2.
Devenue une municipalité, Rolling Hills est à l'origine une résidence fermée créée dans les années 1930.

## Démographie
| 1960  | 1970  | 1980  | 1990  | 2000  | 2010  |
| ----- | ----- | ----- | ----- | ----- | ----- |
| 1 664 | 2 050 | 2 049 | 1 871 | 1 871 | 1 860 |